# Spiceworld Tour
Spiceworld Tour (também conhecida como Spice Girls in Concert e Girl Power Tour '98) foi a turnê de estreia do girl group britânico Spice Girls, lançada em apoio aos seus dois primeiros álbuns de estúdio, Spice (1996) e Spiceworld (1997). A turnê norte-americana e europeia, ocorreu de fevereiro a agosto de 1998, e depois retornou ao Reino Unido, em setembro de 1998, para uma série de shows em estádios. O concerto final no Estádio de Wembley, em Londres, Inglaterra, foi filmado e transmitido ao vivo em pay-per-view, e posteriormente foi lançamento em VHS em 1998, e em DVD, em 2008. 
A turnê viu o grupo se apresentar para uma estimativa de 2,1 milhões de fãs, durante os 97 shows, cobrindo o Reino Unido, Europa continental, e América do Norte. Os 41 shows esgotados na parte norte-americana contou com 720 mil fãs, e arrecadou US$ 60 milhões de dólares.

## Antecedentes
Spiceworld Tour foi a primeira tunrê mundial do grupo britânico Spice Girls, iniciada dia 24 de fevereiro de 1998 em Dublin, Irlanda. A turnê passou por 16 países, fazendo um total de 99 shows por onde passou. Na turnês foram apresentadas músicas do primeiro álbum Spice e do segundo Spiceworld. O maior público foi em Los Angeles,para 65,000 pessoas, sendo ainda o recorde de tempo de vendas de ingresso até o ano, em apenas 7 minutos.
Logo com o fim da primeira parte da turnê na Europa, Geri Halliwell anunciou a saída do grupo no dia 31 de maio de 1998. A segunda parte da turnê pela América do Norte não foi prejudicada. O último show de Wembley foi transmitido por pay-per-view na Sky e logo após lançado em VHS.
O show de Birmingham do dia 5 de maio de 1998 foi gravado em um álbum. Porém os planos para serem lançados acabaram sendo cancelados após a saída de Geri Halliwell do grupo, sendo apenas disponibilizado para download. Já as apresentações em Sheffield, Reino Unido, curiosamente só aconteceram por causa de uma petição assinada por 20,000 fãs.
Dentre as celebridades à assistir as apresentações estão Madonna e sua filha Lourdes Maria, Alice Cooper e Anthony Kiedis (Red Hot Chili Peppers), Britney Spears, Jennifer Lopez, dentre outros.

## Sinopse
Contando com um cenário temático futurista da era espacial, o show começou com uma introdução em vídeo por imagens geradas por computador, de um voo da nave espacial em uma galáxia. A introdução incluído William Shatner, como o narrador em uma paródia de Star Trek, e incluiu amostras de "Wannabe", "Say You'll Be There", "2 Become 1" e "Mama". Então mostra-se a nave espacial pousando na terra e quando as portas da nave se abrem mostra-se as Spice Girls. As interantes do grupo estão vestidas com roupas futuristas, a primeira de 11,  mudanças de roupa. Elas entram no palco cantando "If U Can not Dance", seguido por "Who Do You Think You Are", que incluiu uma amostra de introdução de "Supermodel (You Better Work)" de Club 69 e "Diva" do RuPaul. Acompanhado dos dançarinos turísticos, referido-se como os "Spice meninos", Em seguida, o grupo cantou "Do It", como a terceira música, durante a parte europeia da turnê; a terceira música foi mudado para "Step To Me".
Depois de uma troca de roupa, o grupo voltou ao palco para cantar "Denying". Nesta performance, Geri Halliwell desempenhou o papel de uma garçonete, Mel B o papel de uma jogadora, Victoria Adams no papel de uma dançarina, Emma Bunton o papel da namorada de um gangster e Melanie C o papel de uma dona de um clube. O grupo então cantou "Too Much" sentou-se em cadeiras. Depois de mais uma mudança de roupa, o grupo cantou "Stop". Segundo a estilista e figurinista Kenny Ho, o grupo vestiu 60 roupas temáticas, algumas com influência de Motown. traje de Halliwell foi inspirado em Madonna, "Holiday da Blond Ambition World Tour. Depois de "Stop". Bunton cantou uma versão solo de "Where Did Our Love Go?" do The Supremes. Bunton tinha afirmado que "sempre foi fã de Diana Ross, essa música é perfeita para mim, é o tom certo. Eu não gostaria de fazer uma música eu acha difícil de cantar." O grupo cantou em seguida, um "Move Over", retratando supermodels em uma passarela, vestidas com, roupas bizarras e ultrajantes. Os dançarinos, vestidos de preto, desempenharam o papel de fotógrafos. Após a performance de "Move Over", houve um intervalo de trinta minutos.
O segundo bloco começa com "The Lady Is a Vamp". Para esta performance, o grupo usava fraques e dançou com bastões, enquanto os dançarinos usavam chapéus. O grupo cantou "Naked" em seguida, cantando atrás de cadeiras para dar a ilusão de que estavam nuas. O grupo então cantou "2 Become 1", usando catsuits de veludo. Ho queria algo luxuoso, mas não muito por cima e que combinasse com o clima da música, bem como, que fosse tranqüilo e atmosférico. Depois de "2 Become 1", elas cantaram "Walk of Life". Mel B & Melanie C, em seguida, fazem um cover de "Sisters Are Doin' It for Themselves", que foi originalmente gravado por Annie Lennox e Aretha Franklin. O grupo voltou ao palco e cantou Então "Wannabe", "Spice Up Your Life" e "Mama". Para a performance de "Mama", três telões enormes foram projetados, com fotos da infância de cada integrante. Em sua próxima performance de "Viva Forever", todas as cinco integrantes do grupo vestiram-se com roupas brancas, A figurinista Ho quis refletir nas roupas, um sentimento de pureza e espiritualidade, para caber a música. Elas tiveram a ideia de colocar gelo seco no palco, mas a ideia foi abandonada porque deixaria o palco muito escorregadio, perigoso e muito difícil de dançar depois. O show terminou com uma temática da década de 1970, onde cada integrante do grupo vestiu roupas com um esquema de cores organizados por seu figurinista Ho, para caber ao estilo e caráter, de cada integrante. Brown tinha um monte de manchas de estampas de animais e verduras; tons vermelhos e roxos em Halliwell eram diferentes; Bunton eram quase que inteiramente vermelho brilhante, pálido azul e rosa; Chisholm usava cores muito brilhantes e Adams um espartilho. Durante o bis do show, elas cantaram "Never Give Up On The Good Times" e um cover da música "We Are Family" do Sister Sledge. Então As Spice Girls saiem do palco através das mesmas portas ao qual entraram, no topo da escada.

## Recepção da crítica
A turnê recebeu comentários mistos e positivos. Natalie Nichols do Los Angeles Times escreveu que "[A] energia herdada e a dedicação eram sinceras, embora a música e os pulos convincentes e o soul-pop liso, o funk levemente temperado, com hip-hop e rock." Por outro lado, Jon Pareles do The New York Times, escreveu que sentiu "as canções, mais do que o cantadas, mas também ativas e reais. [...] Esses números são exuberantes, direta e imediatamente agradável, e elas se voltaram não apenas para um grupo de hard-working, mas também artistas moderadamente superdotadas em estrelas."
BBC News notou foi as plateias compostas principalmente por famílias, e que "a maioria dos pais, não parecia ser divertir". Gilbert Garcia do Phoenix New Times, escreveu que :"Raramente tem qualquer experiência de um concerto tão cuidadosamente trabalhado tantos ângulos de marketing ao mesmo tempo por um lado, as Spice Girls já conseguiu esculpir em nicho como um grupo pop, que mesmo as mães podem amar e elas ofereceram a nostálgia suficiente para manter os pais sitiados e felizes. Quando "Baby Spice" cantou uma versão solo de "Where Did Our Love Go" do The Supremes, ou quando o grupo lançou em uma atitude espirituosa o cover de "Sisters Are Doin' It for Themselves" de Annie Lennox e Aretha Franklin, você poderia ver as mães no meio da multidão soltar um grito".
Ao longo da parte americana da turnê, apareceram comerciais nos telões, antes de começar os shows e durante os intervalos. Foi a primeira vez em que foi utilizado publicidade em concertos de música pop e foi misturado marketing com produtos da indústria da música, dessa forma. Garcia escreveu que foi uma "atitude estranha", em um show e que de outra forma "entregou o que prometeu." Ele também criticou o desempenho do grupo em "Move Over" A canção fez anúncio da Pepsi, dizendo que a "desenfreada, quase subliminar das imagens da Pepsi, na tela de vídeo, parecia um pouco um demasiado mercenário para a definição ultracomercial, como esta." Por outro lado, o promotor da turnê John Scher reconheceu que, "[o] custo da turnê se tornou um pouco exagerado. Se ele permite que patrocinadores corporativos colocassem mais dinheiro no mundo do entretenimento e nos permitiriam ver mais shows, é positivo." Ao abrir uma nova fonte de renda, especialistas da indústria previsivelmente mais artistas também, irão seguir o exemplo das Spice Girls.

## Setlist
Parte 1 Welcome To The Spice World
- "Intro"  (contem elementos de Wannabe, Say You'll Be There, 2 Become 1 e Mama)
- "If You Can't Dance"
- "Who Do You Think You Are"  (Introdução de Diva e Club 69)
- "Something Kinda Funny"
- "Saturday Night Divas"
- "Say You'll Be There"
- "Step to Me"

Parte 2 Sexy Fantasy 
- "Naked"

Parte 3 Spice Gold 
- "2 Become 1"
- "Stop"
- "Too Much"

Parte 4 Ancient Times
- "Spice Up Your Life"
- "Love Thing"
- "Mama"

Encore
- "Move Over"
- "Wannabe"

Parte 1 Welcome To The Spice World
- "Intro"  (contem elementos de Wannabe, Say You'll Be There, 2 Become 1 e Mama)
- "If You Can't Dance"
- "Who Do You Think You Are"
- "Do It"

Parte 2 Showbar
- "Denying"
- "Too Much"

Parte 3 Back To The 80's 
- "Stop"
- "Where Did Our Love Go?" (Performance solo de Emma Bunton)

Parte 4 Big Boss
- "Move Over"
  - "30 Minute Intermission"

Parte 5 Burlesque
- "The Lady Is A Vamp"
- "Say You'll Be There"

Parte 6 Sexy Fantasy
- "Naked"

Parte 7 Nightlife
- "2 Become 1"
- "Walk Of Life"

Parte 8 Ancient Times
- "Sisters Are Doin' It For Themselves (Dueto Mel B & Mel C)
- "Wannabe"
- "Spice Up Your Life"
- "Mama"

Parte 9 Living Forever
- "Viva Forever"

Encore
- "Never Give Up On The Good Times"
- "We Are Family"

Parte 1 Welcome To The Spiceworld
- "If You Can't Dance"
- "Who Do You Think You Are"
- "Step To Me"

Parte 2 Showbar
- "Denying"
- "Too Much"

Parte 3 Back To The 80's
- "Stop"
- "Where Did Our Love Go?" (Performance solo de Emma Bunton)

Parte 4 Big Boss
- "Move Over"
  - Intervalo de 30 minutos

Parte 5 Burlesque
- "The Lady Is A Vamp"
- "Say You'll Be There"

Parte 6 Sexy Fantasy
- "Naked"

Parte 7 Nightlife
- "2 Become 1"

Parte 8 Ancient Times
- "Sisters Are Doin' It For Themselves (Dueto Mel B & Mel C)
- "Wannabe"
- "Spice Up Your Life"
- "Mama"

Parte 9 Living Forever
- "Viva Forever/Heigh-Ho"

Encore
- "Never Give Up On The Good Times"
- "We Are Family"

Parte 1 Welcome To The Spiceworld
- "If You Can't Dance" (Rap por Geri Halliwell)
- "Who Do You Think You Are"

Parte 2 Social Style
- "Something Kinda Funny"
- "Do It"
- "Too Much"

Parte 3 Back To The 80's
- "Stop"
- "Where Did Our Love Go?" (Performance solo de Emma Bunton)

Parte 4 Dance Pop
- "Love Thing"

Parte 5 Burlesque
- "The Lady Is A Vamp"
- "Say You'll Be There"

Parte 6 Sexy Fantasy
- "Naked"

Parte 7 Nightlife
- "2 Become 1"

Parte 8 Ancient Times
- "Sisters Are Doin' It For Themselves (Dueto Mel B & Mel C)
- "Wannabe"
- "Spice Up Your Life"
- "Mama"

Parte 9 Living Forever
- "Viva Forever"

Encore
- "Never Give Up On The Good Times"
- "We Are Family"
- "Closing"  (Contem elementos de "Firestarter" e The Prodigy)

## Datas
| Data                    | Cidade     | País          | Local                                     |
| ----------------------- | ---------- | ------------- | ----------------------------------------- |
| 24 de fevereiro de 1998 | Dublin     | Irlanda       | The Point                                 |
| 25 de fevereiro de 1998 | Dublin     | Irlanda       | The Point                                 |
| 2 de março de 1998      | Zurique    | Suíça         | Hallenstadion                             |
| 3 de março de 1998      | Frankfurt  | Alemanha      | Festhalle Frankfurt                       |
| 5 de março de 1998      | Bologna    | Itália        | Palasport                                 |
| 6 de março de 1998      | Roma       | Itália        | PalaEUR                                   |
| 8 de março de 1998      | Milão      | Itália        | Fila Forum                                |
| 9 de março de 1998      | Milão      | Itália        | Fila Forum                                |
| 10 de março de 1998     | Milão      | Itália        | Fila Forum                                |
| 11 de março de 1998     | Marseille  | França        | Le Dome                                   |
| 13 de março de 1998     | Barcelona  | Espanha       | Palau Sant Jordi                          |
| 16 de março de 1998     | Madrid     | Espanha       | Palacio de los Deportes                   |
| 19 de março de 1998     | Lyon       | França        | Halle Tony Garnier                        |
| 20 de março de 1998     | Lausanne   | Suíça         | Patinoire De Malley                       |
| 22 de março de 1998     | Paris      | França        | Le Zenith                                 |
| 23 de março de 1998     | Paris      | França        | Le Zenith                                 |
| 26 de março de 1998     | Munique    | Alemanha      | Olympiahalle                              |
| 28 de março de 1998     | Arnhem     | Países Baixos | Gelredome                                 |
| 29 de março de 1998     | Arnhem     | Países Baixos | Gelredome                                 |
| 31 de março de 1998     | Antwerp    | Bélgica       | Sports Palace                             |
| 1 de abril de 1998      | Dortmund   | Alemanha      | Westfalenhalle                            |
| 4 de abril de 1998      | Glasgow    | Escócia       | Scottish Exhibition and Conference Centre |
| 5 de abril de 1998      | Glasgow    | Escócia       | Scottish Exhibition and Conference Centre |
| 7 de abril de 1998      | Manchester | Inglaterra    | Manchester Evening News Arena             |
| 8 de abril de 1998      |            | Inglaterra    | Manchester Evening News Arena             |
| 11 de abril de 1998     |            | Inglaterra    | Manchester Evening News Arena             |
| 12 de abril de 1998     |            | Inglaterra    | Manchester Evening News Arena             |
| 14 de abril de 1998     | Londres    | Inglaterra    | Wembley Arena                             |
| 15 de abril de 1998     | Londres    | Inglaterra    | Wembley Arena                             |
| 18 de abril de 1998     | Londres    | Inglaterra    | Wembley Arena                             |
| 19 de abril de 1998     | Londres    | Inglaterra    | Wembley Arena                             |
| 21 de abril de 1998     | Londres    | Inglaterra    | Wembley Arena                             |
| 22 de abril de 1998     | Londres    | Inglaterra    | Wembley Arena                             |
| 25 de abril de 1998     | Londres    | Inglaterra    | Wembley Arena                             |
| 26 de abril de 1998     | Londres    | Inglaterra    | Wembley Arena                             |
| 28 de abril de 1998     | Londres    | Inglaterra    | Wembley Arena                             |
| 29 de abril de 1998     | Birmingham | Inglaterra    | LG Arena                                  |
| 2 de maio de 1998       | Birmingham | Inglaterra    | LG Arena                                  |
| 3 de maio de 1998       | Birmingham | Inglaterra    | LG Arena                                  |
| 5 de maio de 1998       | Birmingham | Inglaterra    | LG Arena                                  |
| 6 de maio de 1998       | Birmingham | Inglaterra    | LG Arena                                  |
| 12 de maio de 1998      | Paris      | França        | Palais Omnisports de Bercy                |
| 13 de maio de 1998      | Paris      | França        | Palais Omnisports de Bercy                |
| 15 de maio de 1998      | Viena      | Áustria       | Stadthalle                                |
| 16 de maio de 1998      | Viena      | Áustria       | Stadthalle                                |
| 19 de maio de 1998      | Stockholm  | Suécia        | Stockholm Globe Arena                     |
| 20 de maio de 1998      | Stockholm  | Suécia        | Stockholm Globe Arena                     |
| 22 de maio de 1998      | Copenhagen | Dinamarca     | Copenhagen's Forum                        |
| 23 de maio de 1998      | Copenhagen | Dinamarca     | Copenhagen's Forum                        |
| 25 de maio de 1998      | Helsinki   | Finlândia     | Hartwall Arena                            |
| 26 de maio de 1998      | Helsinki   | Finlândia     | Hartwall Arena                            |
| 28 de maio de 1998      | Oslo       | Noruega       | Oslo Spektrum                             |
| 29 de maio de 1998      | Oslo       | Noruega       | Oslo Spektrum                             |

| Data                 | Cidade           | País           | Local                                   |
| -------------------- | ---------------- | -------------- | --------------------------------------- |
| 15 de junho de 1998  | West Palm Beach  | Estados Unidos | Cruzan Amphitheatre                     |
| 16 de junho de 1998  | Orlando          | Estados Unidos | Amway Arena                             |
| 18 de junho de 1998  | Atlanta          | Estados Unidos | Lakewood Amphitheatre                   |
| 20 de junho de 1998  | Charlotte        | Estados Unidos | Blockbuster Pavilion                    |
| 21 de junho de 1998  | Bristol          | Estados Unidos | Nissan Pavilion                         |
| 24 de junho de 1998  | Virginia Beach   | Estados Unidos | GTE Virginia Beach Amphitheater         |
| 25 de junho de 1998  | Holmdel          | Estados Unidos | PNC Bank Arts Center                    |
| 27 de junho de 1998  | Philadelphia     | Estados Unidos | Wachovia Center                         |
| 29 de junho de 1998  | Wantagh          | Estados Unidos | Nikon at Jones Beach Theatre            |
| 1 de julho de 1998   | Nova Iorque      | Estados Unidos | Madison Square Garden                   |
| 3 de julho de 1998   | Hartford         | Estados Unidos | Dodge Music Center                      |
| 4 de julho de 1998   | Darien Lake      | Estados Unidos | Performing Arts Center                  |
| 6 de julho de 1998   | Scranton         | Estados Unidos | Toyota Pavilion                         |
| 8 de julho de 1998   | Mansfield        | Estados Unidos | Tweeter Center                          |
| 10 de julho de 1998  | Montreal         | Canadá         | Bell Centre                             |
| 11 de julho de 1998  | Toronto          | Canadá         | Molson Amphitheatre                     |
| 14 de julho de 1998  | Cuyahoga Falls   | Estados Unidos | Blossom Music Center                    |
| 15 de julho de 1998  | Burgettstown     | Estados Unidos | Post-Gazette Pavilion                   |
| 18 de julho de 1998  | Antioch          | Estados Unidos | Starwood Amphitheatre                   |
| 20 de julho de 1998  | Cincinnati       | Estados Unidos | Riverbend Music Center                  |
| 22 de julho de 1998  | Columbus         | Estados Unidos | Germain Amphitheatre                    |
| 24 de julho de 1998  | Noblesville      | Estados Unidos | Verizon Music Center                    |
| 26 de julho de 1998  | Auburn Hills     | Estados Unidos | The Palace of Auburn Hills              |
| 27 de julho de 1998  | Tinley Park      | Estados Unidos | First Midwest Amphitheatre              |
| 29 de julho de 1998  | Milwaukee        | Estados Unidos | Stargate City Centre                    |
| 31 de julho de 1998  | Minneapolis      | Estados Unidos | Target Center                           |
| 2 de agosto de 1998  | Maryland Heights | Estados Unidos | Verizon Wireless Amphitheatre St. Louis |
| 3 de agosto de 1998  | Bonner Springs   | Estados Unidos | Sandstone Amphitheatre                  |
| 5 de agosto de 1998  | Denver           | Estados Unidos | Coors Amphitheatre                      |
| 8 de agosto de 1998  | Tacoma           | Estados Unidos | Tacoma Dome                             |
| 9 de agosto de 1998  | Portland         | Estados Unidos | Rose Garden Arena                       |
| 11 de agosto de 1998 | Vancouver        | Canadá         | General Motors Place                    |
| 13 de agosto de 1998 | Mountain View    | Estados Unidos | Shoreline Amphitheatre                  |
| 15 de agosto de 1998 | Inglewood        | Estados Unidos | The Forum                               |
| 16 de agosto de 1998 | Devore           | Estados Unidos | Hyundai Pavilion                        |
| 18 de agosto de 1998 | Irvine           | Estados Unidos | Wireless Amphitheatre                   |
| 19 de agosto de 1998 | Las Vegas        | Estados Unidos | Thomas & Mack City Center               |
| 21 de agosto de 1998 | Chula Vista      | Estados Unidos | Cricket Amphitheatre                    |
| 22 de agosto de 1998 | Phoenix          | Estados Unidos | Cricket Reunion Pavilion                |
| 25 de agosto de 1998 | Houston          | Estados Unidos | Cynthia Woods Pavilion                  |
| 26 de agosto de 1998 | Dallas           | Estados Unidos | Smirnoff Music Centre                   |

| Data                   | Cidade    | País       | Local              |
| ---------------------- | --------- | ---------- | ------------------ |
| 12 de setembro de 1998 | Sheffield | Inglaterra | Don Valley Stadium |
| 13 de setembro de 1998 | Sheffield | Inglaterra | Don Valley Stadium |
| 19 de setembro de 1998 | Londres   | Inglaterra | Estádio de Wembley |
| 20 de setembro de 1998 | Londres   | Inglaterra | Estádio de Wembley |